# Stade municipal de Bielsko-Biała
Pour les articles homonymes, voir Stade municipal.
Le stade municipal de Bielsko-Biała est un stade multi-usages situé à Bielsko-Biała en Pologne et construit en 1927. Il est utilisé principalement pour les matches à domicile du Podbeskidzie Bielsko-Biała, club promu pour la première fois de son histoire en première division en 2011 et qui y évolue toujours.
Le stade, en rénovation depuis 2012, peut actuellement accueillir 6 962 personnes, et aura une capacité de 15 292 places après les travaux.

## Historique

### Construction et évolution du stade

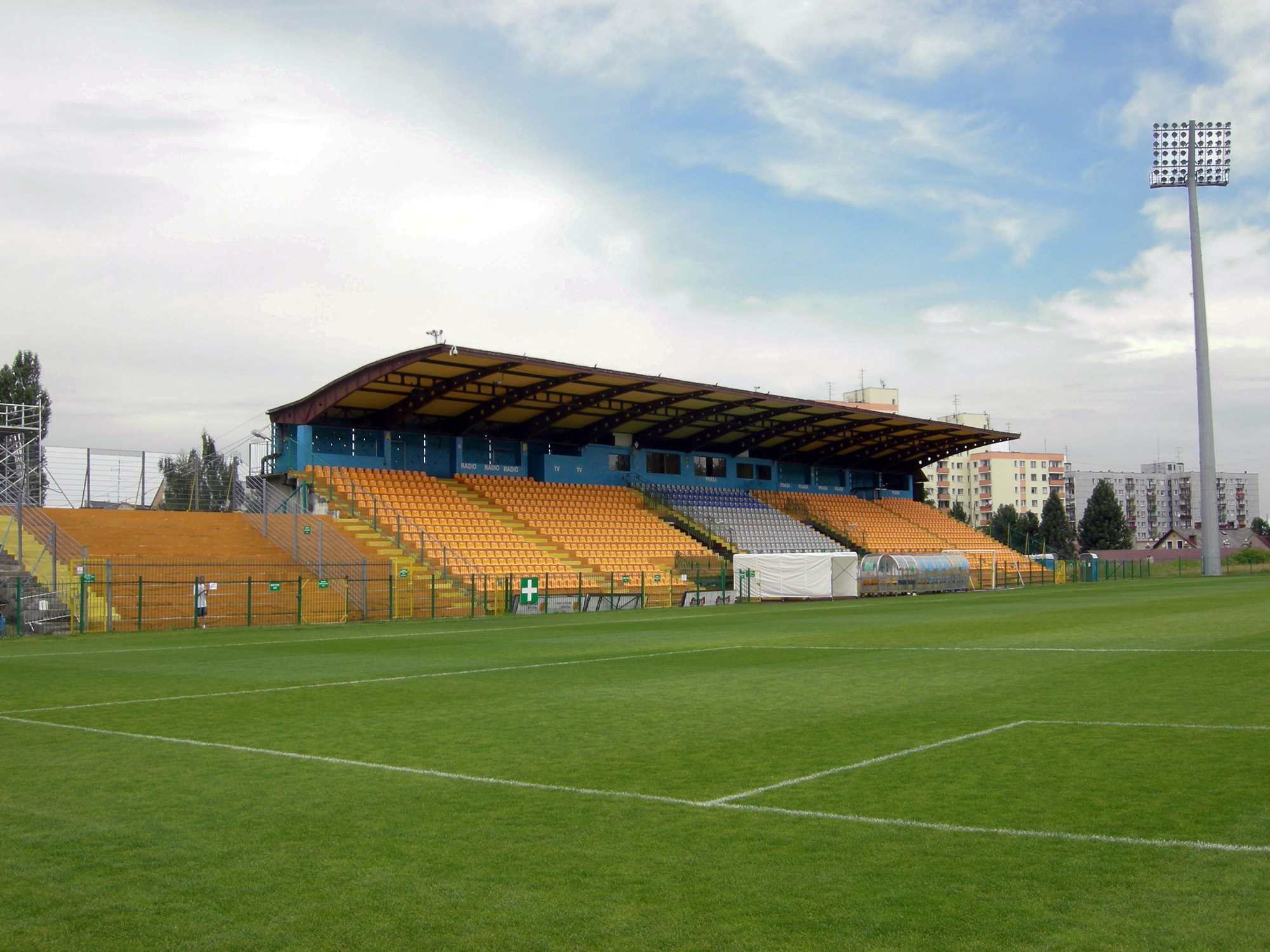
La tribune principale en 2011.

Le stade est construit en 1927 à l'initiative des dirigeants du BKS Stal Bielsko-Biała, cinq ans après la création du club. Il est à l'origine constitué uniquement d'une piste d'athlétisme. Rénové dans les années 1950, il perd une dizaine d'années plus tard sa fonction de terrain d'athlétisme et devient un stade de football.
En 1978, il accueille deux matches du championnat d'Europe de football des moins de 19 ans. Par la suite, le stade est négligé par le BKS Stal, et devient même le théâtre d'évènements automobiles.
Au début des années 2000, avec l'ascension du Podbeskidzie, le stade accueille un nouveau club, mais doit répondre aux normes de la fédération. C'est dans cette optique que la ville achète le stade en 2006, pour y effectuer des travaux. En 2008, un système d'éclairage est installé, ainsi qu'un autre concernant le chauffage de la pelouse. La même année, un projet de rénovation et d'expansion du stade est présenté, et prévoit de passer la capacité à 15 000 places. À l'été 2011, avec la promotion du Podbeskidzie en première division, le stade connaît une légère modernisation.

### Rénovation (2012-2015)

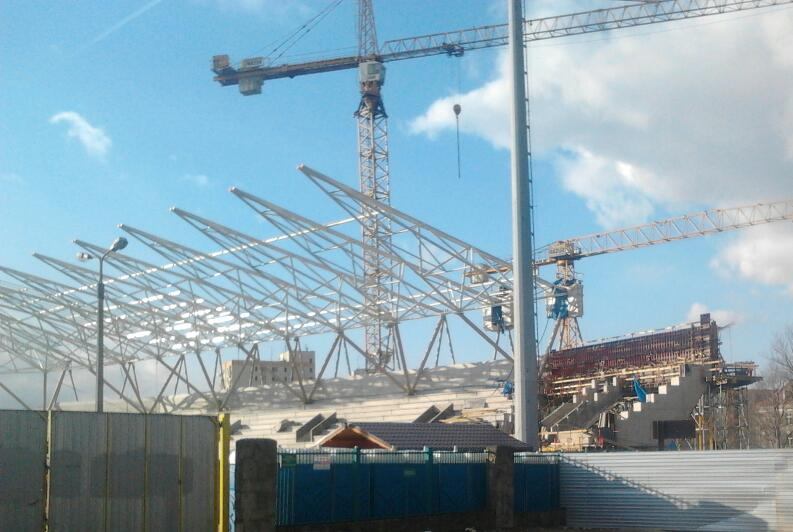
Construction d'une nouvelle tribune, en mars 2013.

Après plusieurs années de discussions entre la ville et les opposants au projet, un permis de construire est accordé en juillet 2012. En août, la rénovation débute avec la démolition d'une partie des structures existantes. Elle est prévue en deux étapes : la construction de deux nouvelles tribunes derrière les buts, puis la démolition et la reconstruction des deux tribunes « latérales », afin de permettre aux spectateurs d'assister aux matches durant ces périodes.
À l'automne 2013, les tribunes nord et sud sont livrées, cependant cette dernière est inutilisable en raison de travaux toujours en cours aux abords. Celle située à l'est est mise à disposition des spectateurs en février 2015, à l'occasion d'un match contre le Cracovia, après la trêve hivernale du championnat. Le stade peut alors accueillir 6 962 personnes, placées en tribunes nord et est.
La rénovation se terminera à l'été 2015.